# Raguhn-Jeßnitz
Raguhn-Jeßnitz là một đô thị ở huyện Anhalt-Bitterfeld, bang Saxony-Anhalt, Đức. Đô thị này được lập ngày 1 tháng 1 năm 2010 thông qua việc hợp nhất các đô thị Altjeßnitz, Jeßnitz, Marke, Raguhn, Retzau, Schierau, Thurland và Tornau vor der Heide.